# Barrage de Glen Canyon
Le barrage de Glen Canyon est situé sur le Colorado dans l'Arizona, au sud-ouest des États-Unis, près de la ville de Page dans le comté de Coconino. Il fut construit entre 1957 et 1964 et entraîna la formation du lac Powell en amont.

## Le barrage
Ce site a été choisi car, à cet endroit, le canyon est étroit (500 mètres) et la roche stable. Par ailleurs, un important agrégat de roches dures, idéales pour la fabrication du béton, se trouvait à proximité. Ainsi, le coût de construction du barrage a été beaucoup moins élevé que sur d'autres sites.
À sa crête, le barrage a une longueur de 475 mètres pour une épaisseur de 7,60 mètres. Du Visitor's Center part un ascenseur permettant de visiter la centrale électrique, quelque 160 mètres plus bas. Il y règne une température constante de 10 degrés. À ce niveau, trente mètres de béton séparent le visiteur du lac Powell. Un énorme déversoir (utilisé également comme évacuateur de crues), est situé sur le côté du barrage et permet de rejeter l'eau directement à la rivière. Le toit de la centrale est recouvert de 8 000 m² de gazon permettant de diminuer la température à l'intérieur du bâtiment des turbines. Une gouttière permet de rejeter à la rivière l'eau qui, le phénomène est normal, suinte du barrage. De même, l'eau qui coule le long des parois du canyon résulte de ce suintement normal à travers la roche environnante, appelée grès de Navajo.
Le barrage fut construit entre juin 1960 et septembre 1963 et devint alors le quatrième plus grand barrage des États-Unis.
Plus bas, le Colorado traverse Glen Canyon, Marble Canyon, le Grand Canyon avant d'atteindre le barrage Hoover où la même eau est encore utilisée pour produire de l'électricité. À proximité se trouve le pont de Glen Canyon, lequel a été terminé en 1959.
Avant la construction de ce barrage, un détour de plus de 320 km était nécessaire pour passer d'un côté à l'autre du canyon. En effet, le réseau routier de la région à l'époque était lacunaire.
Pendant un certain temps, les entrepreneurs utilisaient de petits avions pour faire la navette.

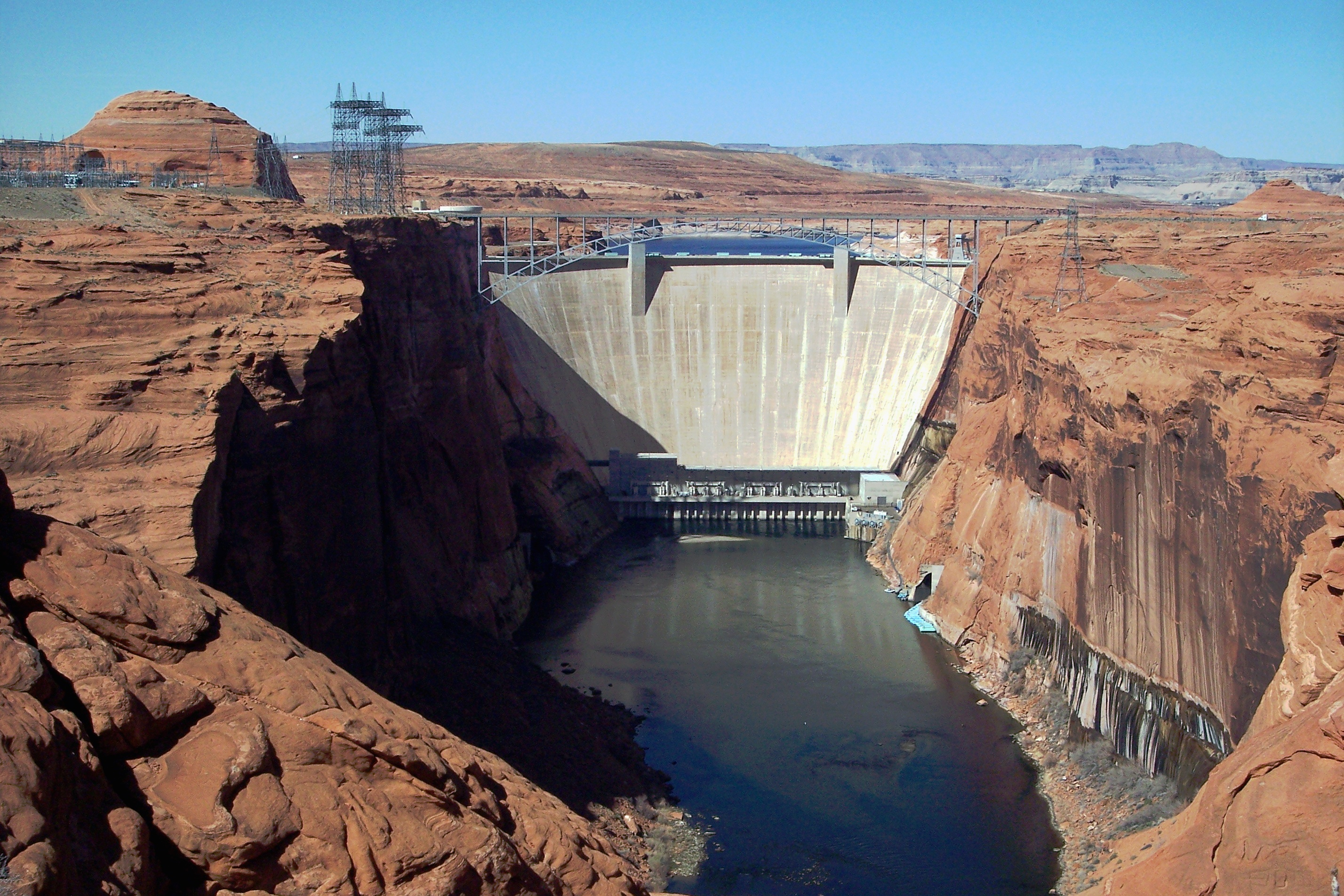
Barrage et pont vus de face, côté sud.
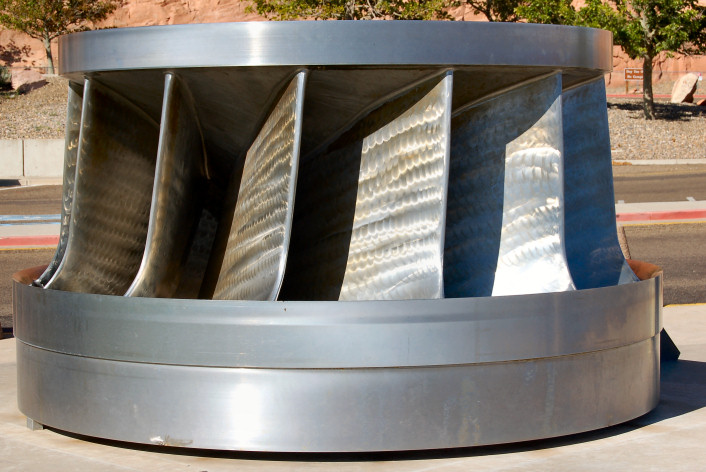
Une turbine du barrage.
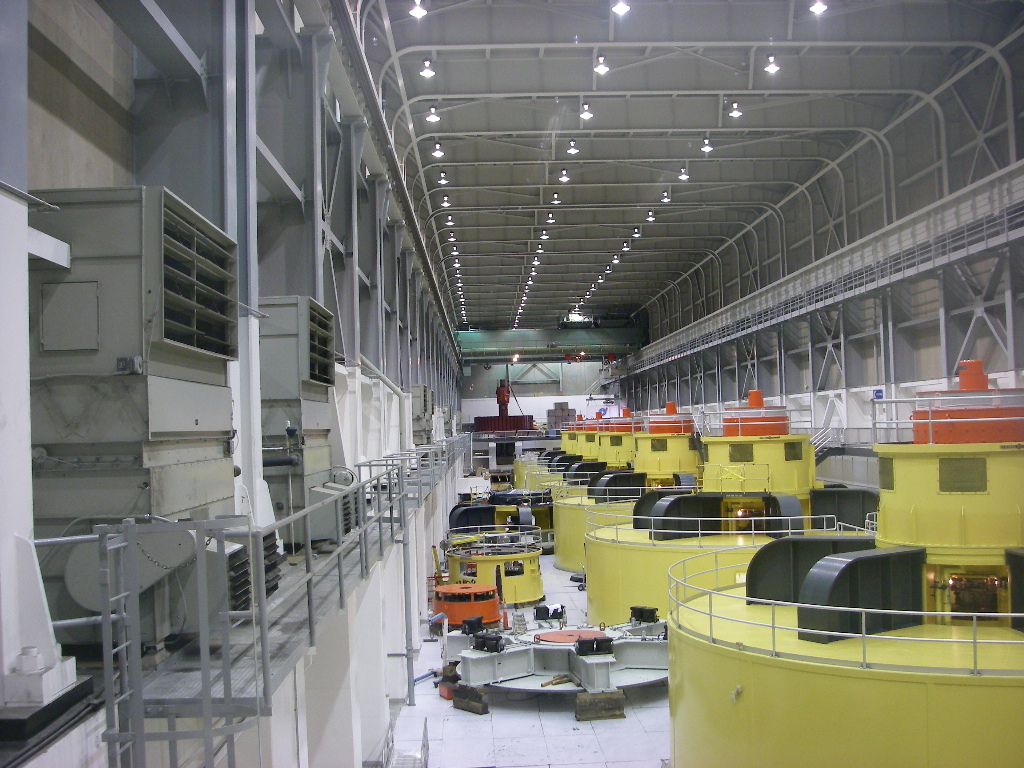
Vue intérieure du barrage avec la centrale électrique.
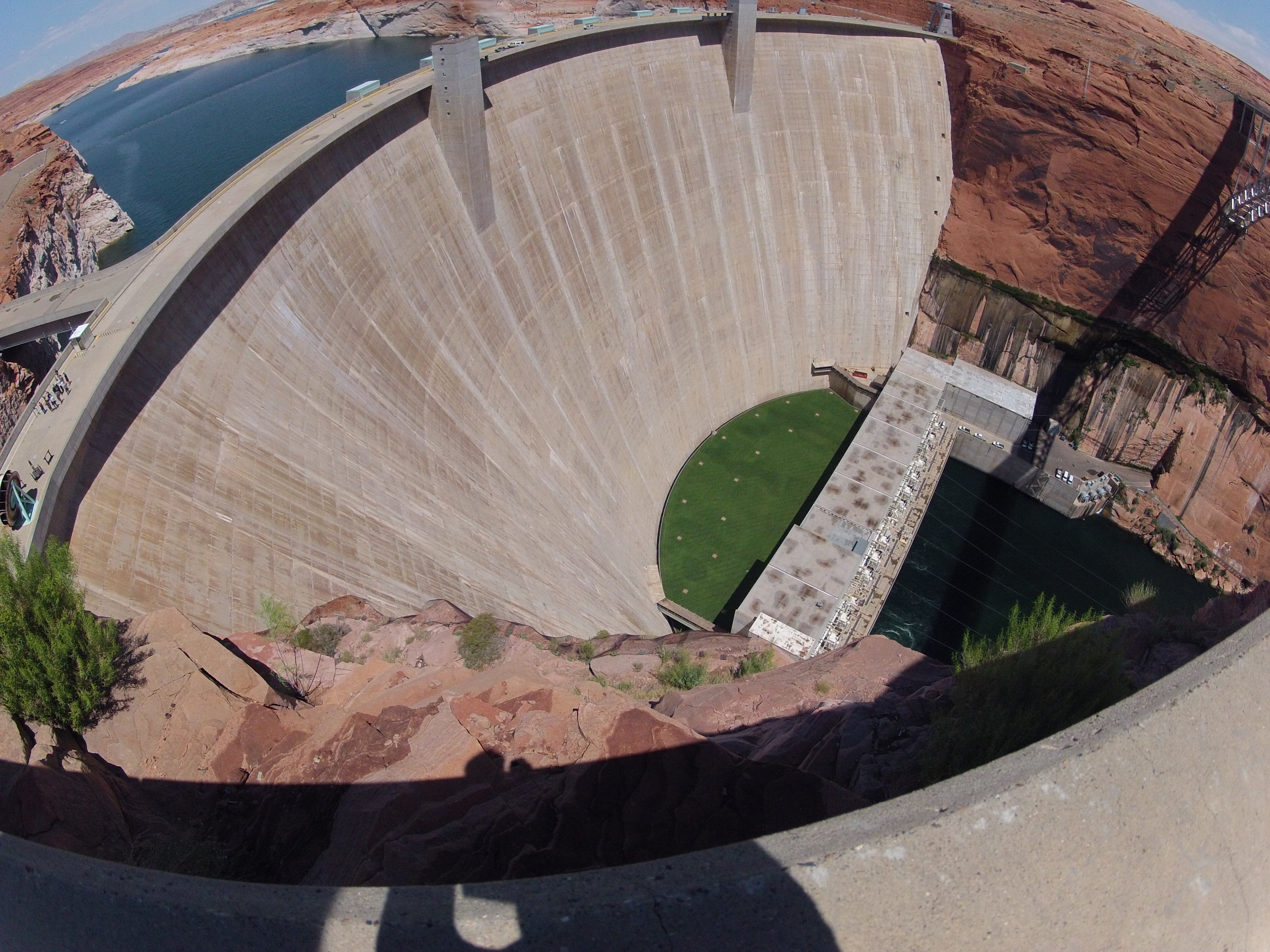
Vue plongeante du barrage de Glen Canyon en 2013.

## Actions environnementalistes
Le projet de construction du barrage suscita une opposition de la part des groupes de défense de l'environnement, qui fut levée par le marché suivant : la construction du barrage de Glen Canyon se fera, mais un autre barrage sera détruit. Le second terme du marché ne fut pas exécuté.
Une des premières actions spectaculaires du groupe Earth First! eut lieu sur la voûte du barrage, où une banderole de 100 m de haut fut posée.